# Szprotawa (stacja kolejowa)
Szprotawa – aktualnie ładownia towarowa, a wcześniej stacja kolejowa w Szprotawie na Dolnym Śląsku, obecnie administracyjnie w województwie lubuskim, w Polsce.

## Krótki opis
Obecnie przez stację nie przejeżdża żaden pociąg pasażerski – do października 2000 roku kursowały tu pociągi z Głogowa do Żagania. W latach 2006–2010 ruch pociągów pasażerskich wznowiono w krótszej relacji Żagań – Niegosławice, jednakże z uwagi na niską frekwencję podróżnych i braki taboru spalinowego, ruch zawieszono ponownie. Stacja posiadała niegdyś zarówno przejście podziemne, jak i wieżę ciśnień, jednak do dziś obiekty te nie zachowały się. Powstały po 1945 budynek stacyjny, znajduje się w złym stanie technicznym.

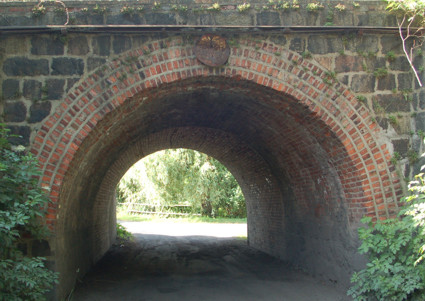
Potrójny wiadukt w Szprotawie

## Historia
Około 200 m na zachód od stacji, przy ul. Kopernika, znajduje się wiadukt, składający się z trzech złączonych ze sobą obiektów, wznoszonych w różnych okresach i przy zastosowaniu różnych technik budowlanych. Pierwszy wiadukt powstał w 1846 roku wraz z dotarciem do Szprotawy kolei, następny w 1911 roku w związku z uruchomieniem relacji Szprotawa – Zielona Góra, natomiast ostatni wzniesiono prawdopodobnie w 1922 roku, kiedy dworzec rozbudowano o kolejną mijankę. Unikatowość wiaduktu polega nie tylko na tym, że składa się on z trzech segmentów, lecz także z tego, że pomimo różnic technologicznych i odmiennej historii zostały one połączone w sposób bezpośrednio styczny w jedną budowlę. Wiadukt południowy ma konstrukcję łukową, sklepienie z czerwonej cegły i dolną część ścian wymurowaną z ciosanego kamienia. Styczny z pozostałymi wiadukt środkowy, również łukowy, wymurowano w całości z cegły. Wiadukt północny ma konstrukcję żelbetową i prostokątny profil. Pod wiaduktem przebiega droga szutrowa prowadząca do zabudowań północnych rogatek miasta.
Obiekt znajduje się w złym stanie technicznym, przy czym w najgorszym stanie jest najmłodsza, betonowa część wiaduktu, z której wykruszają się kawałki betonu, a znajdujące się na nim stalowe barierki zostały zniszczone. Część obiektu pokryta jest grafitti lub porośnięta jest roślinnością.